# Wilhelm Hanstein
Pour les articles homonymes, voir Hanstein.
Wilhelm Hanstein est un joueur d'échecs prussien né le 3 août 1811 à Berlin et mort le 4 octobre 1850 à Magdebourg. Hanstein était un des sept joueurs de la Pléiade berlinoise. Il remporta un match contre Karl Jaenisch en 1842 (+4, −1, =1) et un match contre Karl Mayet en 1847-1848, 12,5 à 5,5 (+12, −5, =1). Comme les autres membres de la pléiade, il joua aussi à la Société d'échecs de Berlin, l'un des plus vieux club allemands, auquel la pléiade donna un véritable essor.
Hanstein fut un des premiers rédacteurs de la plus ancienne revue allemande sur les échecs, le  Schachzeitung (revue fondée en 1846 par Ludwig Bledow, rebaptisée Deutsche Schachzeitung en 1872 et publiée jusqu'en 1988).

## Le Gambit Hanstein
Le nom de Hanstein a été donné à une variante du gambit du roi, le gambit Hanstein : 1. e4 e5 2. f4 exf4 3.Cf3 g5 4. Fc4 Fg7 5. O-O.
La plus ancienne partie jouée avec cette variante est Von der Lasa-Hanstein disputée vers 1840.